# Jędrzejewo (województwo kujawsko-pomorskie)
Jędrzejewo – (niem. Andreasthal) wieś w Polsce, położona w województwie kujawsko-pomorskim, w powiecie świeckim, w gminie Lniano.
| SIMC    | Nazwa  | Rodzaj     |
| ------- | ------ | ---------- |
| 0090180 | Sławno | przysiółek |

W latach 1975–1998 miejscowość administracyjnie należała do województwa bydgoskiego.